# Salacia elegans
Salacia elegans là một loài thực vật có hoa trong họ Dây gối. Loài này được Welw. ex Oliv. miêu tả khoa học đầu tiên năm 1868.